# Gerresheimer Glashütte

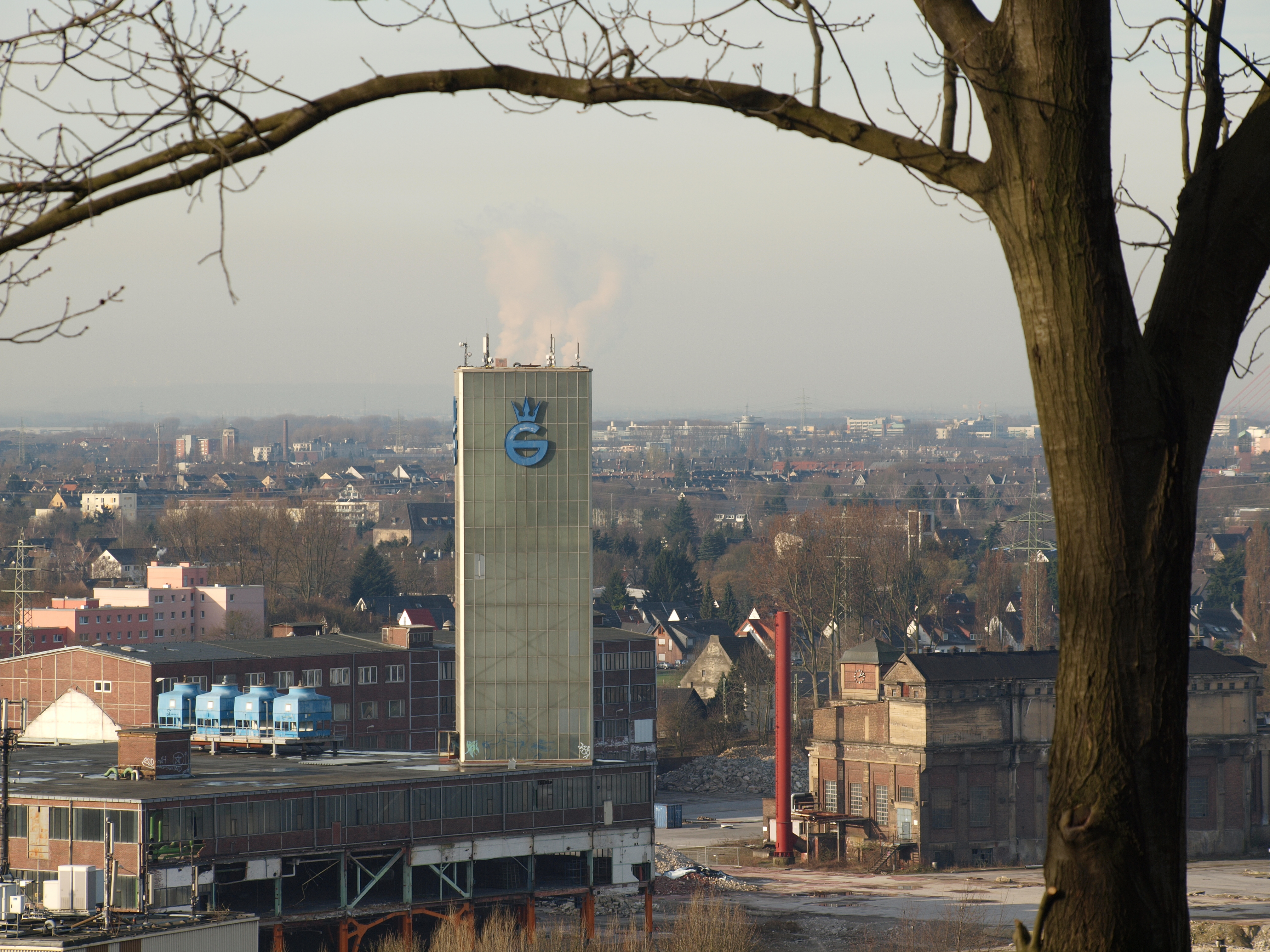
Blick auf das Gelände der Gerresheimer Glashütte

Die Gerresheimer Glashütte im Düsseldorfer Stadtteil Gerresheim war ehemals eine der größten Glashütten der Welt und das Stammwerk der heute noch bestehenden Gerresheimer AG. Das Werk in Düsseldorf-Gerresheim wurde 2005 geschlossen. Das Logo der Gerresheimer Glashütte, ein großes, mit Krone versehenes „G“ zierte europaweit Glasflaschen, Konservengläser usw. von namhaften Abfüllern wie beispielsweise Coca-Cola. In den Glanzzeiten der Hütte wurden in Gerresheim über 8000 Arbeitnehmer beschäftigt.

## Geschichte der Glashütte

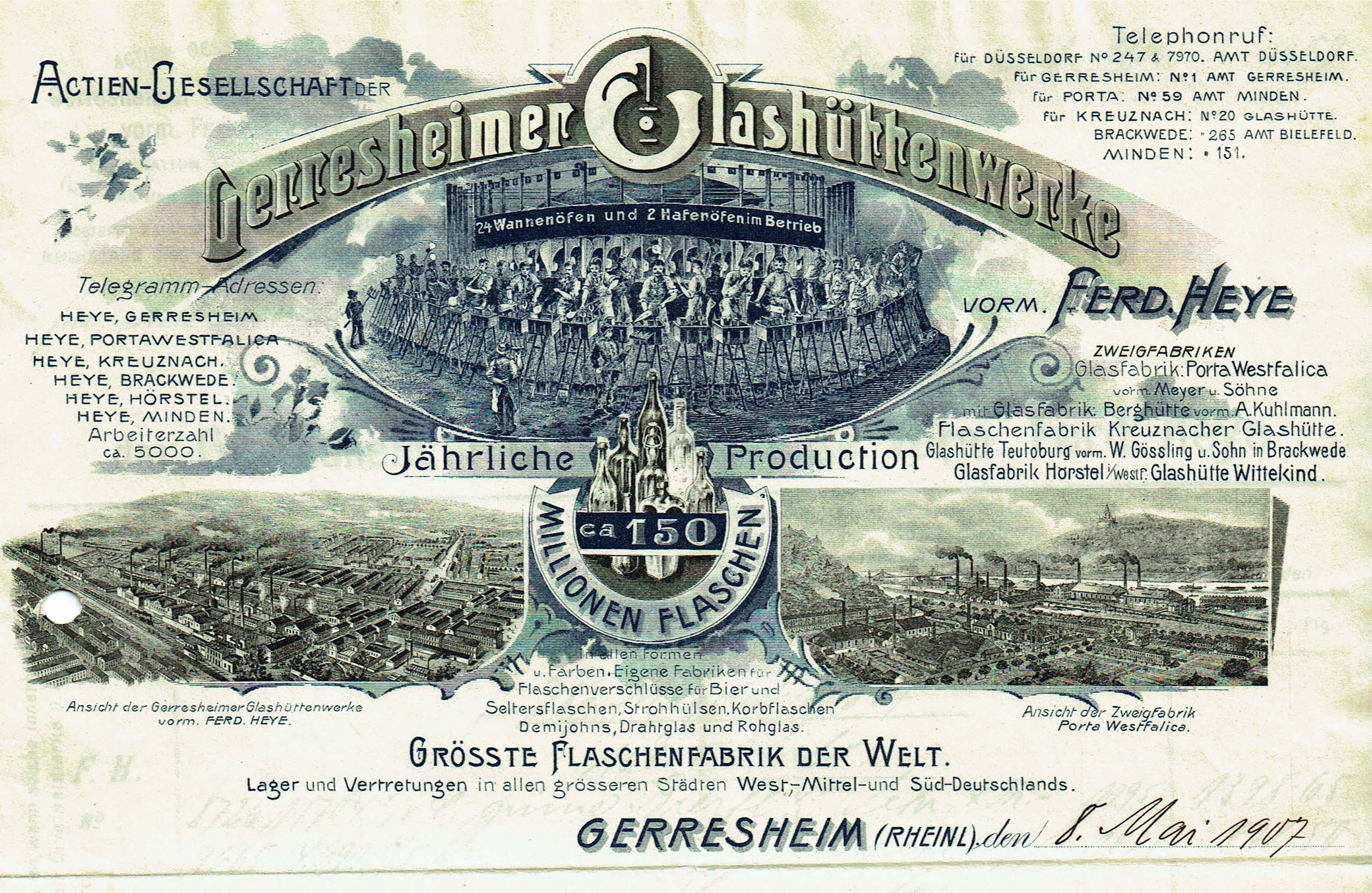
Rechnungskopf von der AG Gerresheimer Glashüttenwerke von 1907

Aktie über 500 RM der AG der Gerresheimer Glashüttenwerke vom Juni 1942

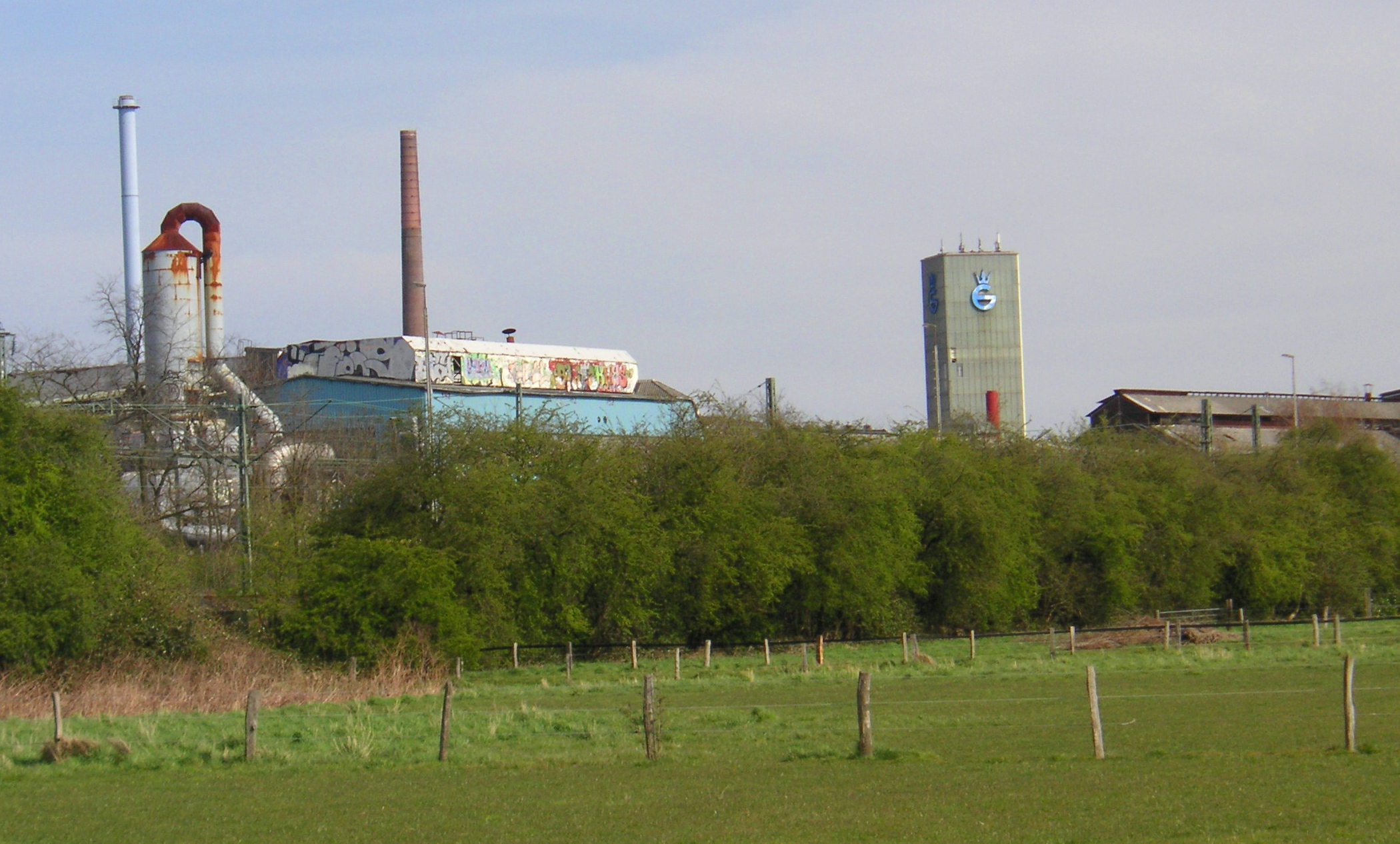
Das stillgelegte Werk von Süden aus gesehen, davor die Düsselauen und die Bahnlinie Düsseldorf-Wuppertal

Bis 1999 war die Geschichte der Gerresheimer Glashütte die der ehemaligen Gerresheimer Glas AG (heute: Gerresheimer AG).

Glasmarke der Gerresheimer Glashütte

Das Unternehmen wurde 1864 von Ferdinand Heye, Sohn des Kaufmanns Caspar Hermann Heye (1792–1864), als „Ferd. Heye, Glas-Fabrik, Gerresheim bei Düsseldorf“ gegründet. Er führte die Glashütte in Eigenverantwortung bis 1888. In diesem Jahr erfolgte die Umwandlung in eine Aktiengesellschaft. Die Firma wurde in „Actien-Gesellschaft der Gerresheimer Glashüttenwerke, vorm. Ferd. Heye, Gerresheim bei Düsseldorf“ umbenannt. Das Aktien-Grundkapital der Gesellschaft wurde auf fünf Millionen Mark festgesetzt, zerlegt in 5000 Inhaber-Aktien zu je 1000 Mark.
Als Heye 1889 im Alter von 51 Jahren starb, trat der älteste seiner fünf Söhne, Hermann, im Alter von 23 Jahren in den Vorstand des Unternehmens ein und übernahm 1891 die Geschäftsleitung. Im selben Jahr wurde auf Initiative von Pauline Heye, der Ehefrau des Unternehmensgründers Ferdinand, das Ferdinandheim mit 60 Zimmern für Pensionäre der Gerresheimer Glas AG errichtet.

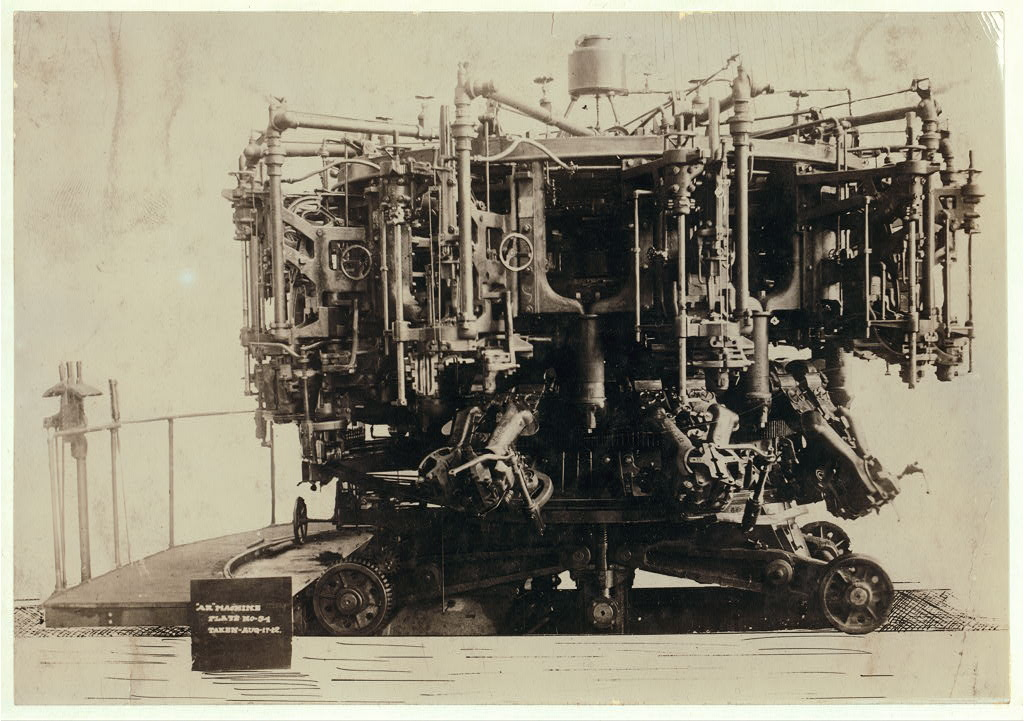
Die Owens-AR-Maschine von 1912 in Karussellform.

1901 wurde in den USA von Michael Joseph Owens die erste vollautomatische Flaschenblasmaschine hergestellt, die den Beruf des Glasmachers innerhalb weniger Jahre nahezu überflüssig gemacht und zu Massenentlassungen geführt hätte. Um dies zu verhindern, gründete Hermann Heye 1907 den „Europäischen Verband der Flaschenfabriken GmbH“. Dieser kaufte, um einer Massenentlassung in Europa vorzubeugen, die Patentrechte an der Owens-Maschine für Europa auf. Er unterwarf die Einführung dieser Maschine, d. h. die Umstellung der Produktion von manueller auf vollautomatische Flaschenerzeugung, einem Stufenplan. In Gerresheim kam die erste Owens-Maschine 1908 zum Einsatz.
Hermann Heye leitete das Unternehmen bis zu seinem Tod 1941. Von da an übernahm sein Schwiegersohn Niels von Bülow die Geschäftsleitung des Glashüttenwerkes, da er nun das älteste Mitglied des Vorstandes war.
1959 übernahm die US-amerikanische Owens-Illinois mit Sitz in Toledo (Ohio) 50,1 % der Aktien und 1971 die qualifizierte Mehrheit an der Gerresheimer Glas AG. Ein Jahr später, 1972, wurde die Firma umbenannt in „Gerresheimer Glas AG“. Zwischen 1977 und 1979 erlebte die Glashütte einen wirtschaftlichen Niedergang. Infolgedessen wurden die werkseigenen Sozialleistungen drastisch gekürzt. So wurden u. a. die Arbeiterwohnungen teils verkauft, teils abgerissen.
Ab November 1985 wurde die Gerresheimer Glas AG wieder ein konzernfreies Unternehmen.
Neuer Mehrheitseigner wurde die Westdeutsche Landesbank (WestLB), die der Owens-Illinois rund 58 % an der Gerresheimer Glas AG abkaufte. 1990 erwarb dann die VIAG eine Mehrheit am Kapital der Gerresheimer Glas AG von der WestLB.
1999 verkaufte die Gerresheimer Glas AG die Glashütte Gerresheim zusammen mit fünf anderen Produktionsstandorten an das französische Unternehmen BSN glasspack, einer Tochter des französischen Danone-Konzerns. Im Dezember 2004 erwarb Owens-Illinois die BSN glasspack und damit auch die Glashütte Düsseldorf erneut. Im August 2005 stellte Owens-Illinois die Glasproduktion in Düsseldorf-Gerresheim, nach 141 Jahren, ein. Im Frühjahr 2009 begannen die Abrissarbeiten der Glashütte durch das niederländische Abbruchunternehmen „Ijzer en Metaalhandel van Groningen“.

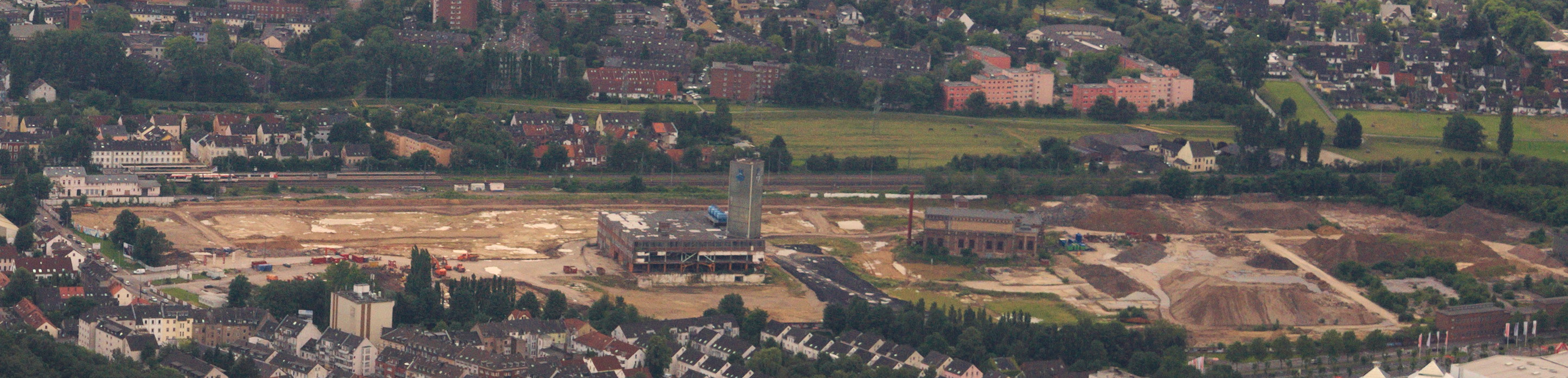
Das Hüttengelände 2016

Seit September 2014 finden Geländearbeiten statt. Dabei wurde in einem ehemaligen Luftschutzbunker ein Produktarchiv aller Glaswaren aus dem Zeitraum von 1956 bis 1974 entdeckt, das auf Wunsch des Projektentwicklers Patrizia Immobilien AG durch Bodenarchäologen vom Förderkreis Industriepfad Düsseldorf-Gerresheim geborgen und betreut wird.

## Bebauung des Glasmacherviertels Düsseldorf

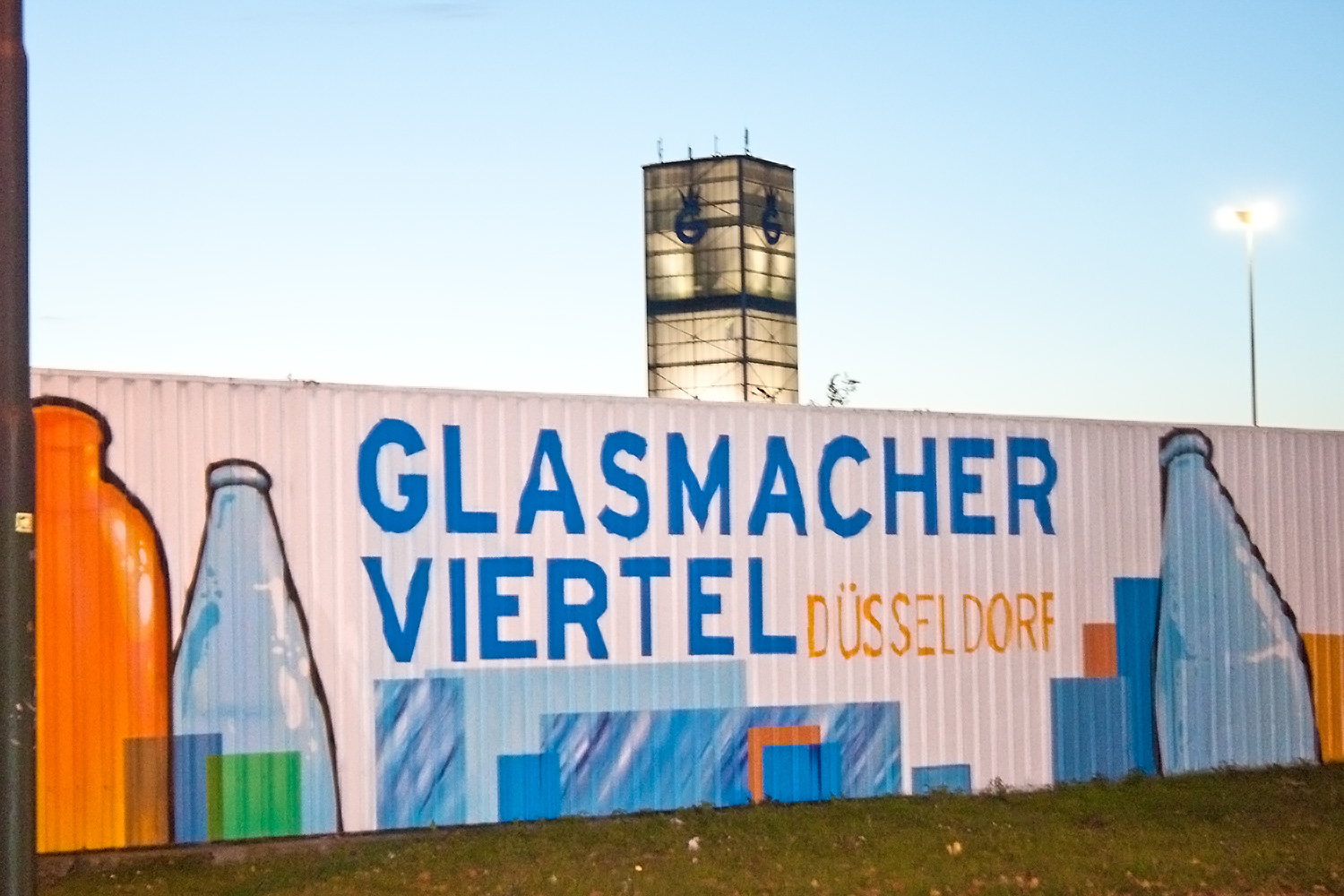
Beleuchteter Glasturm im zukünftigen Glasmacherviertel. 2013.

Die verkehrsgünstige Lage in Nähe des S-Bahnhofs Düsseldorf-Gerresheim machte das Areal der ehemaligen Glashütte nach seiner Schließung interessant für die Stadtentwicklung von Düsseldorf.
Von April bis Juni 2008 fand das Werkstattverfahren „Perspektiven für Gerresheim Süd“ statt. Ziel war die Entwicklung von neuen Nutzungsideen; eingeladen waren Planerteams und interessierte Bürger. Der Siegerentwurf wurde Grundlage eines Bebauungsplanvorentwurfs. Der Entwurf stammt von dem Planerteam ISR Innovative Stadt+Raumplanung mit Landschaftsarchitektin Kossel.
Nach dem Abriss der Glashütte im Jahr 2009 erwarb die Patrizia AG 2012 200.000 m² des Areals, der restliche Anteil der Fläche war im Besitz der Stadt Düsseldorf. Das Areal des geplanten Glasmacherviertels Düsseldorf umfasst 300.000 m² Gesamtfläche, davon sind 68.000 m² als Freifläche vorgesehen.
Zwischen 800 und 900 Wohneinheiten sollten nach ersten Plänen dort gebaut werden.
Seit September 2012 trägt das ehemalige Areal der Gerresheimer Glashütte den Namen Glasmacherviertel Düsseldorf.
Einen städtebaulichen Masterplan für das Gelände entwarf rha-Richter Haas/Hannelore Kosel/Joachim Füge. Er sieht einen zentralen Park und die Renaturierung der Düssel sowie die Integration von denkmalgeschützten Bestandsgebäuden vor. Im Jahr 2012 wurde ein Bebauungsplanverfahren eingeleitet. Nach geänderten Vorgaben der Stadt Düsseldorf wurde seit Anfang 2014 mit 1.400 Wohnungen geplant.
Ende 2017 verkaufte Patrizia das Gelände an Brack Capital Properties, das 2018 von Adler Real Estate übernommen wurde. Anfang 2019 stellte der Investor seine Änderungen an den ursprünglichen Bauplänen vor, 1600 Wohnungen sollten entstehen. Ein Baubeginn erfolgte bislang nicht. Im Rahmen von Restrukturierungsbemühungen des in die Krise geratenen Unternehmens Adler wurde 2022 von Absichten der Stadt Düsseldorf berichtet, das Glasmacherglände zu erwerben.
Im November 2024 berichtete die Rheinische Post, die LEG habe von Adler insgesamt 53 % der Anteile an Brack Capital Properties erworben.

## Industriedenkmäler

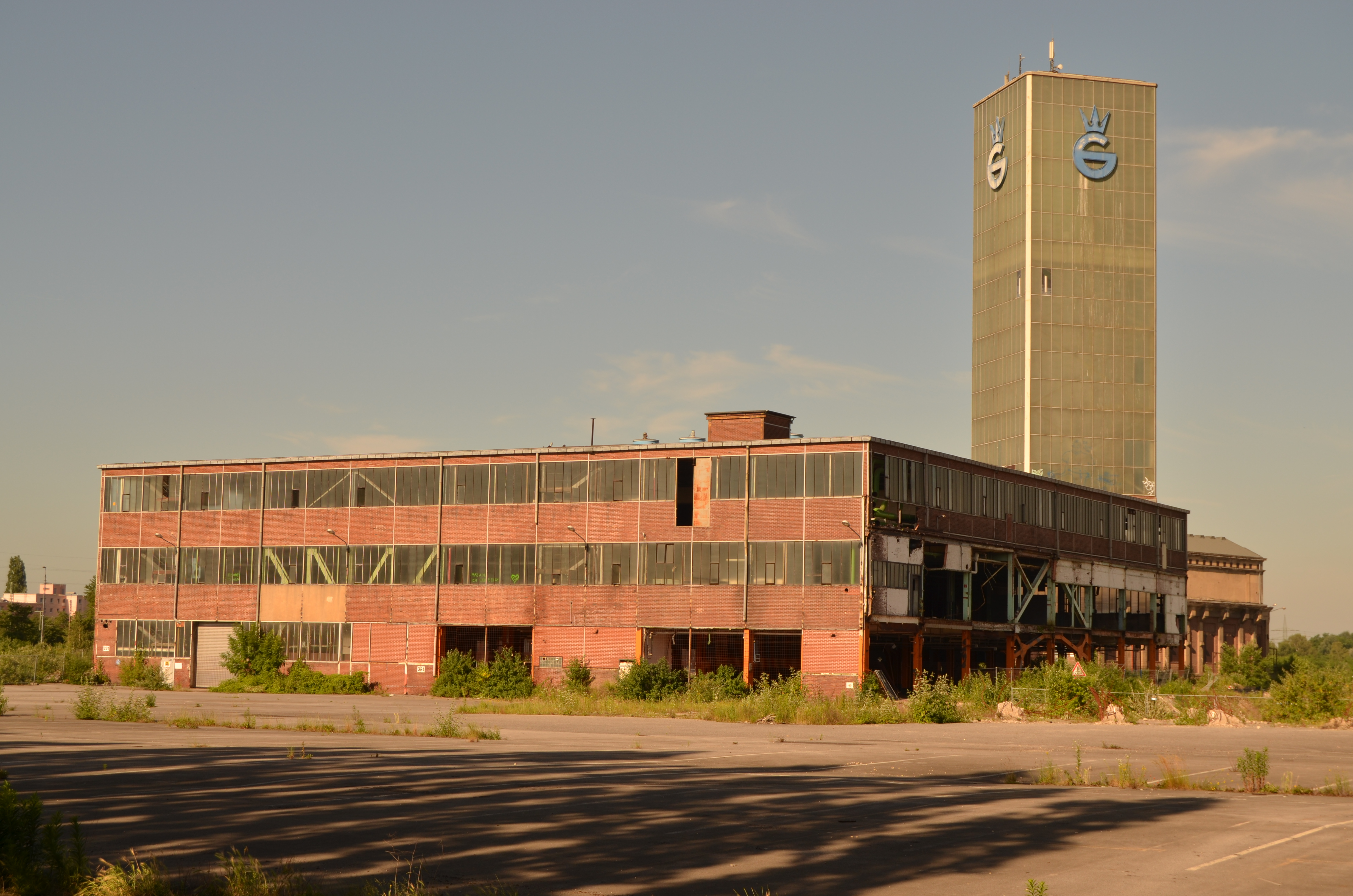
Turm der Gerresheimer Glashütte

Aus den aktiven Zeiten der Glashütte Gerresheim existieren noch drei Industriebauten, die unter Denkmalschutz stehen: der markante Glasturm, Wahrzeichen der alten Glashütte mit dem blauen, gekrönten G, ein Kesselhaus und die ehemalige Elektrozentrale. Diese prägenden Industriedenkmäler sollen als deutlich sichtbare Architekturzeugnisse einer vergangenen Epoche auch künftig sichtbar bleiben. Wie sie genutzt werden können, werden die Planungen der nächsten Jahre zeigen.